# Луньова Ганна Геннадіївна
Ганна Геннадіївна Луньова (1 травня 1961, Слов'янськ — 30 січня 2020, Київ) — українська лікарка-імунолог, діагност, педагог. Доктор медичних наук, професор, завідувач кафедри клінічної лабораторної діагностики Національної медичної академії післядипломної освіти ім. П. Л. Шупика (2007—2020).

## Біографічні відомості
Народилася 1 травня 1961 року, м. Слов'янськ Донецької області. Закінчила середню школу № 6 м. Донецька в 1978 році із золотою медаллю. 1978—1984 роки вчилася в Донецькому державному медичному інститут ім. М. Горького. Продовжувач династії в третьому поколінні лікарів та викладачів ВМНЗ.

## Освіта
В 1984 році закінчила Донецький державний медичний інститут ім. М. Горького, лікувальний факультет з відмінністю за фахом «лікувальна справа».
Інтернатура за фахом: «хірургія» в Обласній центральній клінічній лікарні м. Донецька в 1984—1985 р.
- 1985 р. — стажування в імунологічному відділі Київського НДІ урології й нефрології (керівник відділу проф. Драннік Г. М.);
- 1985 р. і 1987 р. — стажування у відділі імуногенетики й типування тканин Ленінградського НДІ гематології та переливання крові (керівник — проф. Серова Л. Д.)
- 1989 р. — удосконалення з клінічної і лабораторної імунології на кафедрі клінічної імунології й алергології Вітебського інституту вдосконалення лікарів (проф. Новіков В. Д.);
- 1990 р. — стажування у відділі імуносупрессії Московського НДІ трнасплантології й штучних органів (керівник — проф. Сускова В. С.);
- 1992 р. — стажування «Hands On» у Центрі трансплантації нирки, у лабораторії трансплантаційної імунології м. Портсмут, Велика Британія;
- 1993 р. — стажування в лабораторії трансплантаційної й клінічної імунології Центра трансплантації Інсбрукського університету, Австрія (керівник — проф. Раймонд Марграйтер);
- 1995—1996 р. — стажування в Х'юстонськом трансплантаційному Центрі, відділ клінічної й трансплантаційної імунології, США (керівник — проф. Баррі Кахан);
- 2010 рік — курси підвищення кваліфікації в рамках EACCME (European Accreditation Council for Continuing Medical Education) Війсбаден, Німеччина;
- 2011 рік — курси підвищення кваліфікації в рамках EACCME (European Accreditation Council for Continuing Medical Education), що відбувались на 21 Міжнародному конгресі з клінічної хімії та лабораторної медицини, Берлін, Німеччина;
- 2012 рік — курси підвищення кваліфікації в рамках міжнародного тренінгу щодо післядипломної освіти клінічних патологів, що проводився Американським товариством клінічних патологів (ASCP) м. Бостон, США.
- 2015 рік — курси підвищення кваліфікації в рамках EACCME (European Accreditation Council for Continuing Medical Education), що відбувались на 23 Міжнародному конгресі з клінічної хімії та лабораторної медицини, Париж, Франція.

### Захист дисертаційних робіт
21.11.1991 р. — захист кандидатської дисертації на тему: «Діагностика кризу відторгнення й оптимізація імуносупресивної терапії у пацієнтів з алотрансплантованою ниркою» за спеціальністю 14.00.36 — алергологія та імунологія.
Керівники: проф. Драннік Г. М. та проф. Серняк П. С. Захист відбувся на засіданні Спец. Ради Д 088.13.06 при Київському медичному інституті ім. академіка О. О. Богомольця.
29.01.2004 р. — захист докторської дисертації на: «Роль Т-хелперної ланки імунітету в реакції відторгнення ниркового трансплантата людини» за спеціальністю 14.03.08– імунологія та алергологія. Консультанти: проф. Драннік Г. М. та проф. Баран Є. Я. Захист дисертації відбувся на засіданні Спец. Ради Д 26.003.02 при Національному медичному університеті ім. О. О. Богомольця.

### Лікувальна і наукова діяльність
Лікувальна діяльність:
- серпень 1985 р. — лютий 1994 р. — лікар-лаборант імунологічної групи відділення хронічного гемодіализу й трансплантації нирки Обласної клінічної лікарні ім. Калініна (ОКЛ) м. Донецька;
- лютий 1994 р.- січень 2007 року — завідувач клініко-діагностичною лабораторією ОКЛ ім. Калініна (з 1999 р. перейменована в ДОКТМО);
- з квітня 1995 року до січня 2007 року — обласний фахівець з клінічної лабораторної діагностики Донецького УОЗ;
- з 1 лютого 2007 року по теперішній час — зав. кафедри клінічної лабораторної діагностики НМАПО імені П. Л. Шупика;
- з 25 квітня 2007 року по 10 лютого 2011 року та з 12.12.2012 — головний позаштатний спеціаліст з клінічної лабораторної діагностики МОЗ України;
- з 1 квітня 2010 року — головний позаштатний спеціаліст з клінічної лабораторної діагностики Департаменту охорони здоров′я м. Києва.

Педагогічна діяльність:
- 1997—2001 р. — асистент кафедри терапії ФПО Донецького медичного університету за сумісництвом;
- 2002 р.- січень 2007 року — доцент кафедри внутрішніх хвороб та загальної практики — сімейної медицини ФПО Донецького медичного університету на циклі: «Лабораторна діагностика» за сумісництвом;
- лютий 2007 року — липень 2008 року — доцент, зав. кафедри клінічної лабораторної діагностики НМАПО ім. П. Л. Шупика, м. Київ;
- з липня 2008 року — професор, зав. кафедри клінічної лабораторної діагностики НМАПО ім. П. Л. Шупика, м. Київ.

Наукова діяльність: Галузь наукових інтересів — лабораторна медицина, трансплантаційна імунологія.
Автор 275 наукових праць, 6 винаходів , 8 монографій, 6 посібників та 1 підручника.
Численні виступи на конференціях і з'їздах. Брала участь в 5 міжнародних конгресах трансплантологів і нефрологів з доповідями. Взяла участь у 10 міжнародних конгресах з лабораторної медицини та чисельних науково-практичних вітчизняних та конференціях, семінарах та виставках.
- Член Українського суспільства клінічної та лабораторної імунології, алергології та імунореабілітації;
- член Міжнародного суспільства нефрологів (ISN);
- член Міжнародного суспільства трансплантологів;
- з січня 2008 року Президент Всеукраїнської Асоціації клінічної хімії та лабораторної медицини (ВАКХЛМ).
- Член Редакційної ради журналу «Лабораторна діагностика з 1998 року,
- 2005—2007 та з 2010 року член Редакційної колегії журналу „Лабораторна діагностика“;
- З 2012 року Головний редактор в Україні міжнародного журналу „Лабораторная діагностика. Восточная Европа“.
- Член двох Спеціалізованих Рад.

Померла після тяжкої хвороби на 59-му році життя 30 січня 2020 року.

## Патенти
1. „Способ диагностики криза отторжения почечного трансплантата“. Авторское свидетельство № 1649436 от 15.01.1991 г.
2. „Способ лечения кризов отторжения почечного аллотрансплантата“. Авторское свидетельство № 1671303от 22.04.1991 г.
3. „Способ лечения кризов отторжения почечного аллотрансплантата“. Авторское свидетельство № 1671307 от 22.04.1991 г.
4. „Способ профилактики криза отторжения почечного аллотрансплантата“. Авторское свидетельство № 1827253 от 13.10.1992 г.
5. „Спосіб діагностики гострої реакції відторгнення ниркового трансплантата“. Патент України № 43664А від 17.12.2001
6. „Спосіб імуносупресивної терапії у посттрансплантаційному періоді“. Патент України № 51133А від 15.11.2002

## Учні
1. Доцент кафедри клінічної лабораторної діагностики НМАПО імені П. Л. Шупика

Погоріла Л. І. захистила кандидатську дисертацію на тему: „Особливості загального та місцевого імунітету у хворих на хронічний абактеріальний простатит(синдром хронічного тазового болю)“.
1. Асистент кафедри клінічної лабораторної діагностики НМАПО імені П. Л. Шупика

Кривенко Є. О. захистила кандидатську дисертаційну роботу „Особливості продукції інтерлейкінів, селектинів та молекул адгезії у хворих на хронічний гломерулонефрит“.
1. Очний аспірант кафедри клінічної лабораторної діагностики НМАПО імені П. Л. Шупика

Абді М.Шіхаба (Туніс) захистив дисертацію „Формування системи гарантії якості в лабораторній діагностиці в умовах реформування охорони здоров′я України“ на здобуття наукового ступеня доктора філософії з клінічної лабораторної діагностики.

## Перелік ключових публікацій
1. Подбор индивидуальной дозы метипреда и сандиммуна для предотвращения и лечения криза отторжения почечного трансплантата Сборник трудов. XI Всесоюзная научная конференция по трансплантации органов, Львов, 1990. — С. 121—122.
2. Influence of Cyclosporine A (CsA) on HLA-DR antigen expression in patients with chronic renal insufficiency. Scientific programme and book of abstracts of XIVth International Congress of Nefrology. — Sydney, Australia. — 1997. — P.347-348.
3. Вплив циклоспорину А на рецептори та проліферативну активність імунокомпетентних клітин реципієнтів алогенної нирки. Лабораторна діагностика. — 1998, № 2. — С.24-28.
4. Інтерлейкін-2 (ІЛ-2) продукуюча функція лімфоцитів та експресія рецепторів до ІЛ-2 у хворих на хронічну ниркову недостатність до алотрансплантації нирки. Лабораторна діагностика. — 1998, № 3. — С.18-21.
5. Взаимосвязь HLA-фенотипа с продукцией ИЛ-2 и экспрессией рецептора к ИЛ-2 у потенциальных реципиентов аллогенной почки. Імунологія та алергологія. — 1999, № 1-2. — С.77-81.
6. Інтерлейкін-2 та інтерлейкін-4 продукуюча активність лімфоцитів периферичної крові у хворих до і після трансплантації нирки. Галицький лікарський вісник. — 1999, том 6, № 3. — С.16-17.
7. Продукция ИЛ-10 у больных с почечным аллотрансплантатом. Імунологія та алергологія. — 1999, № 3. — С.76.
8. Cytokine producing function of type II T-helpers in transplanted kidney patients. Scientific programme and book of abstracts of IVth International conference of new trends in cli-nical and experimental immuno-suppression. — Geneva, Switzerland. — 2000, — P.203-204.
9. Интерлейкин-10 продуцирующая функция лимфоцитов у пациентов с аллотрансплантированной покой. Архив клинической и экспериментальной медицины. — 2000. — Том 9, № 2. — С.270-274.
10. Перебіг післятрансплантаційного періоду при повторних алотрансплантаціях нирки (АТН). Трансплантологія. — 2000. — Том 1, № 1. — С.111-115.
11. Cytokine producing function of type II T-helpers in transplanted kidney patients. Transplantation Proceedings. — 2001. — Vol.33. — P.2352-2354.
12. Метод определения направленности взаимодействия иммуносупрессивных препаратов. Лабораторная диагностика. — 2001. — № 4. — С. 47-51.
13. Функція Т-лімфоцитів-хелперів І та ІІ типів (Тх1 та Тх2) у механізмі імуноадаптації реципієнтів до ниркового трансплантата. Трансплантологія. — 2002. — Том 2, № 3. — С. 79-84.
14. Антагонистическое взаимодействие низких доз прографа и сандиммуна-неорала in vitro. Імунологія та алергологія.-2002.-№ 2.-С.25-29.
15. Взаємозв'язок ендотеліальної дисфункції та імунних механізмів у розвитку патогенезу гломерулонефриту. Збірка наукових праць співробітників НМАПО ім. П. Л. Шупика.- 2009.- випуск 18.- книга I.- с.696-703.
16. Молекулы адгезии сосудов и провоспалительные цитокины у больных хронической болезнью почек. Украинский журнал нефрологии и диализа. — 2010., — № 1, — с.9-10.
17. Особливості рівня молекул адгезії (Е-селектину та VCAM-1) в сироватці крові у хворих на хронічний гломерулонефрит. Збірка наукових праць співробітників НМАПО імені П. Л. Шупика.- 2011.- випуск 20.- книга II.- с. 541—545
18. Роль TH17-клітин та ІЛ-17 в патогенезі аутоімунних і запальнихзахворюваннях. Лабораторна діагностика.- 2013.- № 3.- с. 66-70
19. Цистатин С, як ранній маркер ушкодження ниркової тканини. Збірка наукових праць співробітників НМАПО імені П. Л. Шупика». — Київ, 2014. — випуск 23 — книга II . — с.121-125
20. Практика аккредитации медицинских лабораторний: требования, критерии и процедура. Лабораторная диагностика. Восточная Европа.- 2015.- № 1.- с. — 9-19.

## Міжнародна співпраця
Співпраця:
- з Американським товариством клінічних патологів (ASCP);
- Міжнародною Федерації клінічної хімії та лабораторної медицини (IFCC);
- в рамках імплементації Глобального порядку денного з безпеки здоров'я у частині напрямку «Система національних лабораторій та Президентського плану невідкладних заходів з протидії СНІДу (PEPFAR)», з Центрами контролю та профілактики захворювань (CDC) та Інституту клінічних та лабораторних стандартів США (CLSI).

Знання мов — англійська, російська.

## Відзнаки
Подяка Комітету Верховної Ради України з питань охорони здоров′я, Подяка Почесного Консульства Тунісу в Києві.